# Evangelische Kirche (Wippershain)

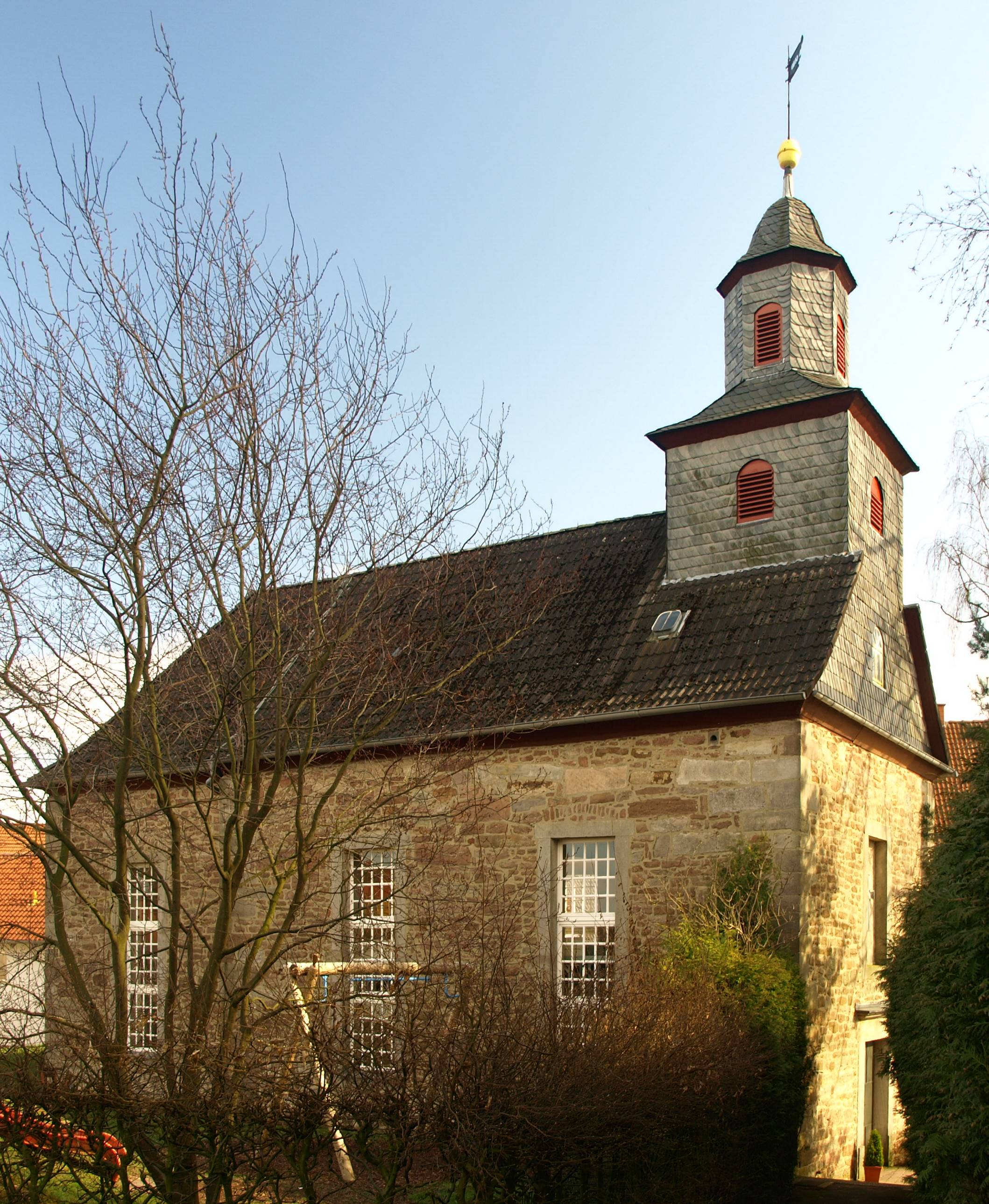
Evangelische Kirche in Wippershain

Die Evangelische Kirche Wippershain ist ein denkmalgeschütztes Kirchengebäude, das in Wippershain steht, einem Ortsteil der Gemeinde Schenklengsfeld im Landkreis Hersfeld-Rotenburg in Hessen. Die Kirchengemeinde gehört zum Kirchspiel Schenklengsfeld im Kirchenkreis Hersfeld-Rotenburg im Sprengel Hanau-Hersfeld der Evangelischen Kirche von Kurhessen-Waldeck.

## Beschreibung
Die mittelalterliche Saalkirche aus Bruchsteinen wurde nach den Zerstörungen im Dreißigjährigen Krieg 1680 wieder aufgebaut. Sie wurde 1783 zum großen Teil erneuert, insbesondere die Kirchenausstattung wie der Altar und die dahinter angebrachte Kanzel. Außerdem wurde eine Empore eingebaut. An das Kirchenschiff schließt sich im Osten ein eingezogener, rechteckiger Chor an. Aus dem Satteldach des Kirchenschiffs erhebt sich im Westen ein rechteckiger, schiefergedeckter Dachreiter, der einen schmalen achteckigen Aufsatz hat, auf dem eine glockenförmige Haube sitzt. Die von einem unbekannten Orgelbauer für eine Kirche in Buchenau 1687 gebaute Orgel mit 8 Registern, einem Manual und einem Pedal wurde 1783 in die Kirche in Wippershain übergeführt.